# Danilo Clementino
Emmanuel Danilo Clementino Silva mais conhecido como Danilo ou ainda por Danilo Clementino, (Caruaru, 5 de março de 1982), é um ex-futebolista brasileiro naturalizado guinéu-equatoriano que atuava como goleiro.

## Carreira
Profissionalizou-se no Sport, integrando o elenco principal entre 1999 e 2005, mas jogou apenas uma partida oficial pelo "Leão da Ilha", que o emprestou ao Campinense, onde seria campeão paraibano em 2004.
Durante a maior parte da carreira, Danilo atuou em clubes pernambucanos: Porto-PE (duas passagens), Araripina (2009-10), Timbaúba (2010), Cabense (2011), Serra Talhada (duas passagens), Salgueiro (2011) e América-PE (2012). Fora do estado, defenderia, além do Campinense, ASA (2005), Nacional de Patos (2006-07), Sergipe (2008), Corintians de Caicó (2010), Treze (2012), Alecrim (2013-15), Globo FC (2016), Paraíba e Auto Esporte.

## Seleção da Guiné Equatorial
Em 2006, Danilo fez sua estreia pela Guiné Equatorial, pela qual se naturalizou no mesmo ano, graças a um pedido de Ruslan Obiang, filho do presidente Teodoro Obiang Nguema Mbasogo, ao treinador Antônio Dumas, para que este convocasse jogadores brasileiros para defender a Nzalang Nacional.
Até 2013, foram 19 partidas disputadas, com destaque para a Copa Africana de Nações de 2012, a primeira disputada pelo país, que avançou às quartas-de-final, mas foi eliminado após derrota por 3–0 frente à Costa do Marfim. Danilo, entretanto, roubou a cena ao defender uma cobrança de pênalti de Didier Drogba.
Preterido pelo espanhol Andoni Goikoetxea, o goleiro não é convocado para a seleção desde 2013, ficando inclusive de fora da CAN 2015, já sob o comando do argentino Esteban Becker.

## À beira da morte
Em maio de 2014, Danilo levou um susto: após uma sequência de jogos pelo Alecrim, o goleiro sentiu-se mal e foi internado no Hospital Giselda Trigueiro, em Natal. Uma suspeita de dengue chegou a ser diagnosticada, mas o jogador havia contraído malária cerebral, uma variante mais grave da doença. Os médicos disseram que ele teria 99% de chances de morrer, mas, contrariando a todos, Danilo se recuperou e retomou a carreira. Um ano antes, o goleiro, o zagueiro/volante Claudiney Rincón (falecido em julho de 2013) e o meia Dio haviam contraído malária.

## Títulos
Campinense
- Campeonato Paraibano: 2004